# コミックキューン
『コミックキューン』は、KADOKAWA・メディアファクトリーブランド発行の4コマ漫画雑誌。2015年8月27日に独立創刊し、毎月27日発売。
『月刊コミックアライブ』2014年10月号において同誌の100号記念企画として雑誌内雑誌の形式で掲載され、次号以降も毎月掲載が続いた。そして、同誌2015年8月号において独立創刊が発表され、同年8月27日に独立創刊した。独立創刊時のキャッチコピーは、「あなたのために作った、新しい4コマ誌。」。
4コマ誌は200ページ前後のものが多いが、独立創刊号は400ページを超えるページ数となった。また、同号においては『パンでPeace!』のテレビアニメ化が発表された。1ページに掲載される4コマが2本の作品と1本の作品が混在しているほか、一部ページが4コマ形式でない作品も多い。2017年の半ば頃からは、全編が4コマ形式でない作品も連載されるようになっている。

## 歴史
- 2014年8月27日 - 『月刊コミックアライブ』2014年10月号に雑誌内雑誌として掲載される。以降毎月掲載。
- 2015年6月27日 - 『月刊コミックアライブ』2015年8月号発売。独立創刊が発表される。
- 2015年7月27日 - 『月刊コミックアライブ』2015年9月号発売。雑誌内雑誌としては最後の号となる。
- 2015年8月27日 - 『コミックキューン』2015年10月号で独立創刊。レーベル「MFCキューンシリーズ」も同時創刊。
- 2016年8月27日 - 『コミックキューン』2016年10月号発売。創刊1周年記念号。

## 連載中の作品
（連載開始の早い順 / タイトル五十音順＜雑誌内雑誌時代含む＞）
2025年9月号現在。
- ありすorありす〜シスコン兄さんと双子の妹〜（梱枝りこ）：2015年10月号 - ※ 『月刊コミックアライブ』から移籍
- くだみみの猫（中山幸）：2018年1月号 - ※ 『月刊コミックアライブ』から移籍、非4コマ作品
- わたしのために脱ぎなさいっ!（九郎）：2018年2月号ゲスト、2018年6月号 -
- 拝啓…殺し屋さんと結婚しました（高坂曇天）：2019年11月号 -
- 姫ヶ崎櫻子は今日も不憫可愛い（安田剛助）：2020年5月号 -
- 晴れ晴れ日和（吉村佳）：2020年10月号 -
- どれが恋かがわからない（奥たまむし）：2021年10月号 -
- ケイヤクシマイ（ヒジキ）：2022年5月号 -
- さんしょく弁当（兎月あい）：2022年7月号 -
- お狐ギャルの片喰さん（暖房器具）：2023年10月号[4] -
- 凍堂くんちのメイドショタ（びみ太）：2024年1月号[5] -
- 酔いすぎ！まいにゃん（餡ねここ）：2024年1月号[5] -
- 飯テロ系グラドルは我慢できない!?（めきめき）：2024年7月号[6] -
- 7日間限定彼女（甘崎水菓）：2024年10月号[7] - ）
- のら旅。〜好きある所に道はある〜（鹿子木灯）：2024年10月号[7] -
- 可愛原先輩はかわいいがすき！（せらみっく）：2025年1月号[8] -
- カラオケで歌うおねえさんといっしょ（やもり四季。）：2025年3月号[9] -
- モブヘブン（徳永パン）：2025年6月号[10] -
- ふつつかな吸血鬼ですが、末永くよろしくお願いします（うたしま）：2025年7月号[11] -

## 連載が終了した主な作品
（連載開始の早い順 / 連載終了の早い順 / タイトル五十音順＜雑誌内雑誌時代含む＞）
- ニョロ子の生放送!（むく）：2014年10月号 - 2016年6月号
- 春木屋さんはいじっぱり（カワハラ恋）：2014年10月号 - 2016年11月号
- ルルメイト（ミヤコヒト）：2014年10月号 - 2016年11月号
- 青春スウィートトラック（TOもえ）：2014年10月号 - 2016年12月号
- パンでPeace!（emily）：2014年10月号 - 2018年1月号
- さくらマイマイ（おしおしお）：2014年10月号 - 2018年4月号
- にゃんこデイズ（たらばがに）：2014年10月号 - 2020年12月号
- ひなこのーと（三月）：2014年10月号 - 2021年3月号
- となりの吸血鬼さん（甘党）：2014年10月号 - 2021年12月号
- 私立星城学園きらりん寮（はなこ）：2014年11月号 - 2016年3月号
- ポポポのお姉さん（pole）：2014年12月号 - 2015年1月号ゲスト、2015年2月号 - 2015年10月号
- わたしのご主人様は人間じゃない気がする（高崎ゆうき）：2015年3月号 - 2018年2月号
- 私の友達が世界一かわいい。（三月）：2015年4月号 - 9月号ゲスト、2015年10月号 - 2016年4月号
- よんぴく-四つ葉高校ぴくし部-（白森さわ）：2015年10月号 - 2016年4月号
- いきとしいける!!!（花咲まにお）：2015年10月号 - 2016年5月号
- むしとりニスタ（高市みき緖）：2015年10月号 - 2016年6月号
- 放課後の先生（緋鍵龍彦）：2015年10月号 - 2016年8月号
- ななつぼしティータイム（こすずめ）：2015年10月号 - 2016年10月号
- 龍宮寺さん家の悪魔ちゃん（緑川葉）：2015年10月号 - 2016年10月号
- 九彩エンドコンテンツ（藤枝雅、原案協力：MooNPhase）：2015年10月号 - 2016年11月号
- ガンズ&ガールズ（武シノブ）：2015年10月号 - 2017年3月号
- おふれこタイムス（南瓜）：2015年10月号 - 2017年4月号
- シーズンシアターシアトリカル（源久也、原案協力：MooNPhase）：2015年10月号 - 2017年7月号
- しすたー・いん・らう!（阿部かなり）：2015年10月号 - 2017年10月号
- JK小説家っぽい!（原作：みかみてれん、漫画：九郎）：2015年10月号 - 2017年10月号
- だーがしゅか（甘露アメ）：2015年10月号 - 2017年7月号
- ちーこばすけっと!（米白粕）：2015年10月号 - 2017年11月号
- どくろさんが見ている（桑佳あさ）：2015年10月号 - 2017年12月号
- クロちゃん家の押入れが使えない理由（華々つぼみ）：2015年10月号 - 2018年3月号
- ぺたがーる（ひみつ）：2015年10月号 - 2019年2月号
- 先生! 休ませてください!（吉辺あくろ）：2015年10月号 - 2019年3月号
- ギャルとオタクはわかりあえない。（河合朗）：2015年10月号 - 2020年1月号
- 俺んちのメイドさん（大原ロロン）：2015年10月号 - 2020年12月号←『月刊コミックアライブ』から移籍
- つくろぐ。（今村朝希）：2016年5月号 - 2017年7月号
- ゆめのロワイヤル（むらさき*）：2016年5月号 - 2017年8月号
- かなえるLoveSick（タチ）：2016年5月号 - 2018年6月号
- お嬢様はアイスがお好き。（はなこ）：2016年5月号 - 2019年7月号
- 放課後の本屋さん（右左もりもり）：2016年10月号 - 2017年7月号
- 今日も女の子を攻略した。（むく）：2016年10月号 - 2019年10月号
- 寮長は料理上手（吉村佳）：2016年10月号 - 2019年12月号）
- 明るい記憶喪失（奥たまむし）：2016年8月号ゲスト、2016年10月号 - 2021年2月号
- 魔王が宿屋をやっていぬ。（吉野貝）：2017年4月号 - 2020年1月号
- いま、ギャルに入ってます（荻野アつき）：2017年8月号 - 2017年11月号
- 綺麗なおねえさんと呑むお酒は好きですか?（いづみみなみ）：2017年8月号 - 2020年2月号 ※ 非4コマ作品
- あやかしこ（ヒジキ）：2017年9月号 - 2020年10月号←『月刊コミックアライブ』から移籍 ※非4コマ作品
- 世界で一番おっぱいが好き!（昆布わかめ）：2017年6月号ゲスト、2017年9月号 - 2023年10月号[4]
- 弁当やばいよ 水無瀬さん（だーく）：2017年10月号 - 2019年10月号
- ごっどちゃんず（ユキヲ）：2017年10月号 - 2020年4月号 ※ 非4コマ作品
- ニー子はつらいよ（アルデヒド）：2017年10月号 - 2021年2月号
- キリング・ミー!（あきやま）：2017年11月号 - 2018年7月号 ※ 非4コマ作品、2018年9月号で作者都合による連載終了が告知された。
- 今日どこさん行くと?（鹿子木灯）：2018年2月号 - 3月号ゲスト、2018年4月号 - 2020年1月号 ※ 非4コマ作品
- おとめバレ（原作：みかみてれん、漫画：ろうか）：2018年4月号 - 2021年8月号
- 恋愛禁止学園（emily）：2018年6月号 - 2019年8月号 ※ 非4コマ作品
- カリンちゃんは魅せたがり（守姫武士）：2018年6月号 - 2020年3月号
- テキトーなメイドのお姉さんと偉そうで一途な坊っちゃん（大原ロロン）：2018年7月号 - 2021年11月号
- 百合もよう 〜咲宮4姉妹の恋〜（はちこ）：2018年9月号 - 2020年2月号
- シスコンお姉ちゃんと気にしない妹（桐灰きねそ）：2018年9月号 - 2020年12月号
- 近所のななこさん（米白粕）：2018年9月号 - 2021年6月号
- しょうあんと日々。（桑佳あさ）：2018年10月号 - 2021年2月号
- 先輩は着替えができない（えんど）：2019年3月号 - 2020年6月号
- シメジ シミュレーション（つくみず）：2019年3月号 - 2024年1月号[5]
- 毛布おねえさんの温めかた（シイナ）：2019年4月号 - 2020年10月号
- 俺の友達♂♀が可愛すぎて困る！（原作：太田顕喜、漫画：春夏冬アタル）：2019年5月号 - 2024年5月号[12]
- 暑がり生徒会長と冷え性ギャルが僕に迫る（吉辺あくろ）：2019年10月号 - 2022年7月号
- 朝まで恋愛chu! 〜幼なじみはトキめかない?〜（原作：太田顕喜、漫画：むにゅう）：2019年10月号 - 2022年10月号[13]
- 自転車のお姉さん（中嶋ちずな）：2019年11月号 - 2020年11月号
- PON PON PON!（emily）：2020年1月号 - 2020年9月号
- 大罪竜なんて大嫌い！（兎月あい）：2020年4月号 - 2021年9月号
- 黄昏星のスイとネリ（徳永パン）：2020年7月号 - 2021年11月号
- 一人暮らし、熱を出す。恋を知る。（だーく）：2020年11月号 - 2022年6月号
- 魔女子高生らいふ（m:kazki）：2021年2月号 - 2021年9月号
- 異世界女子監獄（いづみみなみ）：2021年2月号 - 2023年4月号
- はじめてのキャンプさん（双葉末月）：2021年3月号 - 2022年10月号[13]
- くのいちはずかしい（中嶋ちずな）：2021年3月号 - 2023年7月号[14]
- おねぇちゃん日和（ネリ夫）：2021年5月号 - 2024年1月号[5]
- あなたが私を照らすから。（むく）：2021年5月号 - 2024年7月号[6]
- 恥ずかしがり屋の妻と新婚生活はじめました（桐灰きねそ）：2021年7月号 - 2024年11月号[15]
- リリィ・リリィ・ラ・ラ・ランド（守姫武士）：2021年10月号 - 2023年7月号 ※2024年7月号で連載終了[16]
- 魔王が田舎に嫁いだら（隆原ヒロタ）：2022年5月号 - 2025年4月号[17]
- ギャングスタガールズ（綾瀬れつ）：2022年7月号 - 2024年2月号
- 大正忌憚魔女（うさみみき）：2022年9月号 - 2025年6月号[10]
- 夢見るメイドのティータイム（みやしろ）：2022年10月号[13] - 2024年10月号[18]
- たっちゃん、どっちとる？（谷根千）：2023年1月号[19] - 2024年11月号[15]
- ないしょのおふたりさま。（沼ちよ子）：2023年2月号[20] - 2024年10月号[18]
- ネムちゃんのせいで眠れないっ！（もこやま仁）：2023年3月号[21] - 2024年12月号[22]
- はいどう！（桑佳あさ）：2023年5月号[23] - 2025年3月号[9]
- ぽかぽかたいわん！（島）：2023年5月号[23] - 2025年8月号[24]
- 偽りのマリィゴールド（サスケ、2023年6月号[25] - 2024年7月号[6]
- 絶対に誘惑されない男vs絶対に誘惑する女（いづみみなみ）：2023年7月号[14] - 2025年2月号[26]
- 内田さんは絶対にギャルじゃない！（一色いたる）：2023年12月号[27] - 2024年4月号[28] ※短期集中連載[27]
- キャバ嬢だけどJDに落とされました（甘崎水菓）：2023年12月号[27] - 2024年4月号[28] ※短期集中連載[27]
- 下僕ちゃんと主ちゃんの日常〜主のためなら何でもします〜（イマイ悠）：2023年12月号[27] - 2024年4月号[28] ※短期集中連載[27]
- きみはかわいいれぷたいる（山本まと）：2024年1月号[5] - 2025年1月号[8]
- エルフ先生のトイレはどこですか？（中嶋ちずな）：2024年3月号[29] - 2025年3月号[9]

## 掲載作品のアニメ化タイトル
※ 特記無い場合はテレビアニメ。詳細は各作品記事を参照。2018年12月29日現在。
| 作品                                       | 放送年            | アニメーション制作 | 備考                                   |
| ------------------------------------------ | ----------------- | ------------------ | -------------------------------------- |
| パンでPeace!                               | 2016年4月 - 6月   | 旭プロダクション   |                                        |
| にゃんこデイズ                             | 2017年1月 - 3月   | EMTスクエアード    |                                        |
| ひなこのーと                               | 2017年4月 - 6月   | パッショーネ       |                                        |
| ありすorありす〜シスコン兄さんと双子の妹〜 | 2018年4月 - 6月   | EMTスクエアード    | アニメ版のタイトルは『ありすorありす』 |
| となりの吸血鬼さん                         | 2018年10月 - 12月 | Studio五組、AXsiZ  |                                        |

## 掲載作品のドラマCD化タイトル
2019年5月23日現在。このうち「あやかしこ」以外の5作品は、いずれもラジオの企画でドラマCD化が決定し、単品として発売された。
- 『さくらマイマイ』 - 2016年8月31日発売
- 『おふれこタイムス』 - 2016年11月2日発売
- 『俺んちのメイドさん』 - 2017年3月1日発売
- 『ゆめのロワイヤル』 -2017年6月14日発売
- 『しすたー・いん・らう!』 - 2017年8月30日発売
- 『あやかしこ』 - 2019年5月23日発売（コミック第6巻の特装版）

## MFCキューンシリーズ
「MFCキューンシリーズ」は『コミックキューン』に掲載された作品を主に収録するレーベル。「キューンコミックス」という名称も公式サイトなどで使用されている。本誌の独立創刊と同じ2015年8月27日に創刊され、新刊の発売日も本誌と同じ毎月27日。判型は4コマ誌掲載作品に多いA5判ではなくB6判となっている。
ただし、「アライブ」から移籍した『ありすorありす〜シスコン兄さんと双子の妹〜』・『あやかしこ』・『くだみみの猫』は引き続き「MFコミックス アライブシリーズ」のレーベルとなっており、発売日も毎月23日のままとなる。

## Webラジオ
COMICキューンチューンRADIO
2016年4月7日より2017年3月30日までVoice-Styleにて配信された。毎月7日、17日、27日の月3回配信で、27日はニコニコ生放送。パーソナリティは大空直美、アシスタントは和多田美咲、のぐちゆり、川上莉央。
ラジオCDの録り下ろし回にはゲストとして、同日及び直近で発売したドラマCDのキャストから1名が参加している。
| ラジオCD | ラジオCD      | ラジオCD        | ラジオCD                               | ラジオCD           | ラジオCD         |
| 巻       | 発売日        | 収録回          | 録り下ろし回ゲスト(作品名：役名)       | ジャケットイラスト | 規格品番         |
| -------- | ------------- | --------------- | -------------------------------------- | ------------------ | ---------------- |
| 1        | 2016年8月31日 | 第0回 - 第6回   | 小澤亜李(さくらマイマイ：鈴森純)       | 三月               | BNVS-1001 - 1002 |
| 2        | 2016年11月2日 | 第7回 - 第12回  | 本多真梨子(おふれこタイムス：湯沢夢実) | おしおしお         | BNVS-1003 - 1004 |
| 3        | 2017年3月10日 | 第13回 - 第18回 | 三上枝織(俺んちのメイドさん：君嶋サラ) | たらばがに         | BNVS-1005 - 1006 |
| 4        | 2017年6月14日 | 第19回 - 第27回 | 加隈亜衣(ゆめのロワイヤル：佐藤ゆめの) | むらさき*          | BNVS-1007 - 1008 |

高森奈津美と松井恵理子の大体こんな感じ presented by コミックキューン
2017年10月12日よりVoice-Styleにて毎月第2・第4木曜日に配信。パーソナリティは高森奈津美と松井恵理子。公式の略称は「高松だいこん」。